# Xã South Newton, Quận Cumberland, Pennsylvania
Xã South Newton (tiếng Anh: South Newton Township) là một xã thuộc quận Cumberland, tiểu bang Pennsylvania, Hoa Kỳ. Năm 2010, dân số của xã này là 1.383 người.